# Litauens herrlandslag i handboll
Litauens herrlandslag i handboll representerar Litauen i handboll på herrsidan. Laget slutade på tionde plats vid världsmästerskapet 1997 i Japan samt nia vid Europamästerskapet 1998 i Italien.